# Amanda Polk
Amanda Polk (Pittsburgh 2 augustus 1986) is een Amerikaans roeister.
Polk werd in totaal vijfmaal wereldkampioen in de acht. Voor de Olympische Zomerspelen 2012 werd Polk niet geselecteerd. Polk won in 2016 olympisch goud in de acht.

## Resultaten

### Olympische Zomerspelen
| Jaar | Plaats         | Resultaten |
| ---- | -------------- | ---------- |
| 2016 | Rio de Janeiro | in de acht |

### Wereldkampioenschappen roeien
| Jaar | Plaats              | Resultaten        |
| ---- | ------------------- | ----------------- |
| 2009 | Poznań              | in de vier-zonder |
| 2010 | Hamilton            | in de acht        |
| 2011 | Bled                | in de acht        |
| 2013 | Chungju             | in de acht        |
| 2014 | Amsterdam           | in de acht        |
| 2015 | Aiguebelette-le-Lac | in de acht        |

1976: Goretzki & Knetsch & Richter & Ahrenholz & Kallies & Ebert & Lehmann & Müller & Wilke ·
1980: Boesler & Neisser & Köpke & Schütz & Kühn & Richter & Sandig & Metze & Wilke ·
1984: O'Steen & Metcalf & Bower & Graves & Flanagan & Norelius & Thorsness & Keeler & Beard ·
1988: Strauch & Zeidler & Haacker & Wild & Kluge & Schröer & Balthasar & Stange & Neunast ·
1992: Barnes & Taylor & Delehanty & Crawford & McBean & Worthington & Monroe & Heddle & Thompson ·
1996: Tănase & Cochelea & Gafencu & Spîrcu & Olteanu & Lipă & Popescu & Ignat & Georgescu ·
2000: Damian & Susanu & Olteanu & Cochelea & Dumitrache & Lipă & Gafencu & Ignat & Georgescu ·
2004: Florea & Susanu & Bărăscu & Papuc & Gafencu & Lipă & Damian & Ignat & Georgescu ·
2008: Cafaro & Cummins & Davies & Francia & Goodale & Lind & Logan & Shoop & Whipple ·
2012: Cafaro & Francia & Lofgren & Ritzel, Musnicki & Logan & Lind, Davies & Whipple ·
2016: Elmore & Gobbo & Logan & Musnicki, Polk & Regan & Schmetterling & Simmonds & Snyder ·
2020: Roman & Gruchalla-Wesierski & Roper & Proske & Grainger & Mailey & Payne & Wasteneys & Kit ·
2024: Rusu & Anghel & Bodnar & Lehaci & Adam & Bereș & Vrînceanu & Radiș & Petreanu